# راینهولد نیبور
 راینهولد نیبور (انگلیسی: Reinhold Niebuhr؛ ۲۱ ژوئن ۱۸۹۲ – ۱ ژوئن ۱۹۷۱) یک الهیدان اهل ایالات متحده آمریکا بود. وی بین سال‌های ۱۹۱۵ تا ۱۹۶۶ میلادی فعالیت می‌کرد.